# Тузик (альбом)
«Ту́зик» — третий студийный альбом Slava Marlow, выпущенный 16 декабря 2022 года. Релиз знаменует новый этап в музыкальной карьере исполнителя.

## Предыстория
Промо-кампания альбома началась за неделю до его выхода. На YouTube-канале Славы вышло видео, в котором он в 2021 году презентует пластинку своему кругу друзей. Затем вышло три других видеоролика в стиле VHS 1990-х годов. В первом видео экранизировано то, как два друга слушают новый альбом Мэрлоу. Следующее видео сделано в стиле городского опроса, в котором принимают участие дети и подростки, высказывая своё мнение о предшествующей работе артиста. В третьем видео показан день рождения ребёнка, которому сначала дарят игрушку-робота, а потом его бабушка встречает в подземном переходе торговца различными вещами, который даёт ей CD-диск с альбомом, и позже она дарит его ребёнку. Тот же после получения подарка с размаха ударяет по игрушке так, что она падает со стола и разбивается, отдавая предпочтение диску. Также в конце каждого из видеороликов появляется номер телефона, позвонив на который автоматически начинала воспроизводиться реклама несуществующего магазина под названием «Тузик».

## Описание
Выход альбома состоялся 16 декабря 2022 года. «Тузик» содержит девять треков и имеет общую длительность 17 минут 18 секунд. Музыку и текста ко всем трекам в большинстве своём написал сам Слава Мэрлоу.
Альбом начинается с двухминутного интро с инопланетными звуками и продолжается песнями, содержащими истории из жизни музыканта. «Тузик» сделан в виде «американских горок» — его настроение меняется от трека к треку. При этом, между композициями сделаны переходы, позволяющие почувствовать альбом как один полноценный трек.
Тузик — имя детской игрушки Славы, которую ему много лет назад подарили родители. Она находилась с ним с периода его взросления, успев застать многие важные события его жизни. По этой причине весь альбом полностью построен на ней: название, обложка и песни — всё это так или иначе содержит соответствующие ей прямые или косвенные упоминания, либо референсы. Данным альбомом музыкант отдаёт дань уважения игрушке, считая её значимой частью своего становления.
Работа над релизом шла долго — по словам Славы, пока он работал над ним, успел удалить три других альбома, и рад, что поступил именно так, иначе бы стыдился за выходной продукт. Это связано с тем, что он начал отходить от своего старого, более коммерческого, творчества. Данным альбомом Слава ставит точку на прошлом периоде и начинает новый.

## Видеоклипы

### «Каблуки»
Клип на трек «Каблуки» вышел 20 декабря 2022 года. Видео снято одним кадром, при этом является зацикленным. В нём Слава примеряет ботинки с огромными каблуками, о которых поёт в треке. По ходу действия готовится к выступлению на сцене, переодевается в разнообразные костюмы, бросает Тузику фрисби и целуется с Кариной «Karrambaby» Егамедиевой.

### «O2»
Клип на трек «O2» вышел 18 февраля 2023 года. Видео создано в нетепичных для Мэрлоу абстрактных тонах, собственно, как и сама песня, которая написана о панических атаках и страхах.

### «Я потерялся»
Клип на трек «Я потерялся» вышел 17 марта 2023 года. В нём на протяжении всего видео показываются детские фотографии Славы. На середине ролика появляется reCAPTCHA, в которой стоит фотография Мэрлоу, вероятно, с его отцом, лицо которого заблюрено, а система просит выделить части мозаики, в которых изображён папа.

## Отзывы
В Meduza считают, что данным альбомом Слава Мэрлоу пересобрал жанр и сделал его более резким, жёстким и хлёстким. Помимо этого, автор статьи отметил, что работа удивила не столько текстами, как обычно бывает у большинства рэп-исполнителей, сколько звуком — по их словам, «совершенно диким, абразивным и выходящим за все возможные рамки».

## Список композиций
| №                   | Название                                       | Автор(ы)                                        | Длительность |
| ------------------- | ---------------------------------------------- | ----------------------------------------------- | ------------ |
| 1.                  | «Интро»                                        | Артём Артёмович Готлиб                          | 2:16         |
| 2.                  | «Я в деле»                                     | Готлиб                                          | 1:33         |
| 3.                  | «Я потерялся»                                  | Готлиб                                          | 1:29         |
| 4.                  | «Каблуки»                                      | Готлиб Артур Равилевич Садыков                  | 1:41         |
| 5.                  | «Лиза»                                         | Готлиб                                          | 1:47         |
| 6.                  | «Ровер»                                        | Готлиб                                          | 1:53         |
| 7.                  | «О2»                                           | Готлиб                                          | 1:56         |
| 8.                  | «Забуду»                                       | Готлиб                                          | 2:05         |
| 9.                  | «Детские травмы» (при. уч Платины и Леры Маяк) | Готлиб Роберт Плаудис Валерия Сергеевна Аблаева | 2:40         |
| Общая длительность: | Общая длительность:                            | Общая длительность:                             | 17:18        |

## Чарты
| Чарт (2022)               | Высшая позиция |
| ------------------------- | -------------- |
| Латвия (Apple Music)      | 2              |
| Казахстан (Apple Music)   | 3              |
| Россия (Apple Music)      | 3              |
| Молдова (Apple Music)     | 4              |
| Украина (Apple Music)     | 4              |
| Эстония (Apple Music)     | 7              |
| Литва (Apple Music)       | 12             |
| Кипр (Apple Music)        | 16             |
| Кыргызстан (Apple Music)  | 20             |
| Азербайджан (Apple Music) | 27             |
| Таджикистан (Apple Music) | 29             |
| Турция (Apple Music)      | 30             |
| Польша (Apple Music)      | 50             |
| ОАЭ (Apple Music)         | 65             |
| Узбекистан (Apple Music)  | 69             |
| Исландия (Apple Music)    | 71             |
| Финляндия (Apple Music)   | 76             |

| Чарт (2022)          | Песня            | Высшая позиция |
| -------------------- | ---------------- | -------------- |
| Латвия (Apple Music) | «Забуду»         | 71             |
| Украина (Spotify)    | «Забуду»         | 91             |
| Латвия (Apple Music) | «Детские травмы» | 91             |
| Украина (Spotify)    | «Я в деле»       | 171            |